# Dean Furman
Dean Furman, född 22 juni 1988, är en sydafrikansk-engelsk fotbollsspelare som spelar för engelska Warrington Rylands 1906.

## Klubbkarriär
Den 28 augusti 2020 värvades Furman av engelska League Two-klubben Carlisle United, där han skrev på ett ettårskontrakt. I augusti 2021 värvades Furman av Altrincham, där han skrev på ett ettårskontrakt. I januari 2022 värvades Furman av Warrington Rylands 1906.

## Landslagskarriär
Han gjorde sin landslagsdebut för Sydafrika den 8 september 2012 i en vänskapsmatch mot Brasilien.